# Onda U

Elettrocardiogramma riportante un'onda U, evidenziata

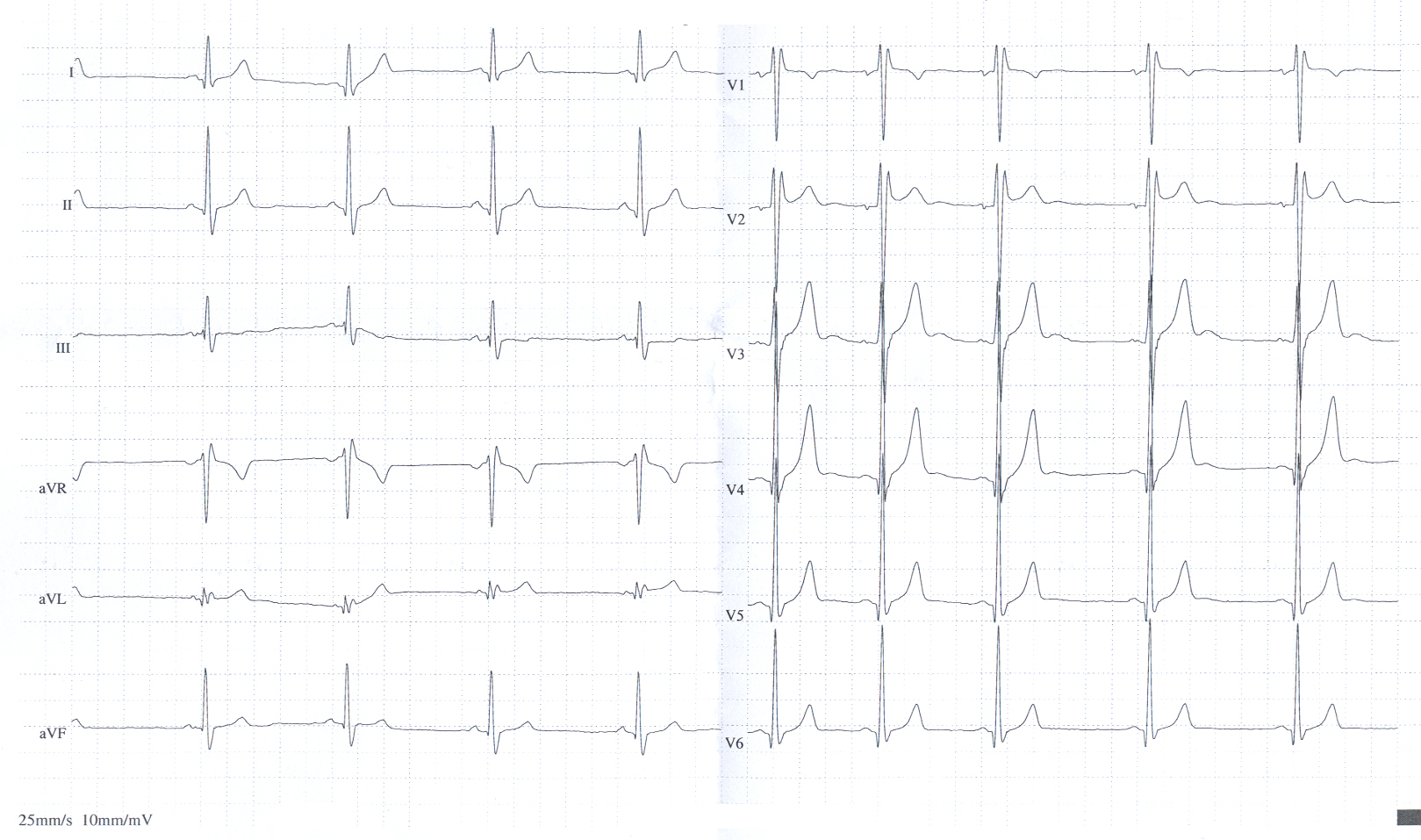
Onde U in un ECG, più evidenti in V3

L'onda U è un'onda presente nell'elettrocardiogramma, non sempre visibile. È in genere di basso voltaggio e segue l'onda T. Si ritiene che l'onda U rappresenti la ripolarizzazione dei muscoli papillari e delle fibre del Purkinje.

## Interpretazione
Un'onda U prominente può essere spesso presente nell'ipokaliemia, ma anche nell'ipercalcemia, nella tireotossicosi; può alterarsi nell'intossicazione digitalica, nella somministrazione di farmaci antiaritmici della classe 1A e 3, come nella sindrome del QT lungo e nei pazienti colpiti da emorragia cerebrale per effetto dell'ipervagotonia.
Altre situazioni in cui l'onda U può presentare alterazioni riguardano l'infarto miocardico acuto e le situazioni di sovraccarico sistolico, come si verifica nell'ipertensione arteriosa o nella stenosi aortica.
Molto spesso si evidenziano onde U prominenti in giovani atleti.